# Digama culta
Digama culta là một loài bướm đêm thuộc họ Erebidae. Nó được tìm thấy ở Nam Phi.